# Berriasella
Berriasella – rodzaj głowonogów z wymarłej podgromady amonitów.
Żył na przełomie jury i kredy (tyton - berrias).